# Dark Thrones and Black Flags
Dark Thrones and Black Flags är ett musikalbum av det norska black metal-bandet Darkthrone, utgivet 2008 av skivbolaget Peaceville Records. Dark Thrones and Black Flags är Darkthrones trettonde studioalbum.

## Låtlista
1. "The Winds They Called the Dungeon Shaker" – 3:52
2. "Oath Minus" – 4:16
3. "Hiking Metal Punks" – 3:21
4. "Blacksmith of the North" – 3:13
5. "Norway in September" – 5:46
6. "Grizzly Trade" – 4:16
7. "Hanging Out in Haiger" – 3:22
8. "Dark Thrones and Black Flags" (instrumental) – 2:24
9. "Launchpad to Nothingness" – 4:31
10. "Witch Ghetto" – 3:56

- Text: Nocturno Culto (spår 2, 4, 9), Fenriz (spår 1, 3, 5 – 7, 10)
- Musik: Nocturno Culto (spår 2, 4, 5, 6, 9), Fenriz (spår 1, 3, 7, 8, 10)

## Medverkande
Musiker (Darkthrone-medlemmar)
- Nocturno Culto (Ted Arvid Skjellum) – sång, gitarr, basgitarr, bakgrundssång
- Fenriz (Gylve Fenris Nagell) – trummor, sång, gitarr

Bidragande musiker
- Mats E. Tannåneset – bakgrundssång (spår 1)
- Kjell Arne Hudbreider – bakgrundssång (spår 1)

Produktion
- Nocturno Culto – producent, ljudtekniker, ljudmix
- Fenriz – omslagsdesign, foto
- Einar Sjursø – omslagsdesign
- Dennis Dread – omslagskonst
- Niten – foto
- Elin Naper – foto
- Raymond Olufsen – foto
- Metspö – foto